# 恋のカイトウ!?トモコレ2世
『恋のカイトウ!?トモコレ2世』（こいのカイトウ!?トモコレにせい）は、TOKYO MXで2010年5月6日から2010年8月26日まで放送されていたバラエティ番組。毎週木曜日23：00-23：30放送。任天堂の一社提供。

## 概要
- 都内にある架空のマンション『関根ハイツグランデ』を舞台に関根麻里（タレント・関根勤の長女）、守永真彩（女優・白石まるみの長女）、西崎莉麻（元プロ野球投手・西崎幸広の次女[1]）の3人の二世タレントが、ニンテンドーDSのゲームソフト『トモダチコレクション』を活用し、恋愛などのプライベートや、芸能界の裏話を毎回ゲストに迎える2世タレントともに繰り広げるトーク番組。なお、関根、守永、西崎の3人とも名前の一部に「ま」が付いており、姉妹という設定になっている。
- 任天堂の一社提供番組はテレビ東京で放送されていた『Mr.マリック魔法の時間』（2001年10月-2002年6月）以来8年ぶりである。

## 出演者
- 関根麻里（『関根ハイツグランデ』管理人で、3姉妹の長女。住まいは101号室。通称「マジメなマリちゃん」）
- 守永真彩（通称「間が悪い女子大生」。3姉妹の次女で大学1年生。102号室に住んでいる）
- 西崎莉麻（通称「魔性の女」。3姉妹の三女で高校2年生。103号室に住んでいる）

### ナレーター
- 皆藤慎太郎

## ゲスト
1. 間慎太郎（タレント・間寛平の長男）（2010年5月6日）
2. 高畑こと美（女優・高畑淳子の長女）（2010年5月13日）
3. 近田ジョイ・ローズ兄妹（タレント・ボビー・オロゴン[2]の長男&長女）（2010年5月20日）
4. 依布サラサ（シンガーソングライター・井上陽水、歌手・石川セリの長女）（2010年5月27日）
5. 赤井沙希（俳優、元プロボクサー・赤井英和の長女）（2010年6月3日）
6. ERICA（女優・マリアン[3]の長女）（2010年6月10日）
7. 三遊亭王楽（落語家・三遊亭好楽の長男）（2010年6月17日）
8. 甲斐名都（ミュージシャン・甲斐よしひろの長女）（2010年6月24日）
9. なべやかん（タレント・なべおさみの長男）（2010年7月1日）
10. 蛭子希和（漫画家・蛭子能収[4]の長女）（2010年7月8日）
11. 前川紘毅（歌手・前川清の長男）（2010年7月15日）
12. 大沢あかね（元日本ハムファイターズ監督・大沢啓二[5]の孫。タレント・作家の劇団ひとり夫人）（2010年7月22日）
13. 肥後千暁（タレント・肥後克広（ダチョウ倶楽部）の長女）（2010年7月29日）
14. ユージ（元ドミニカ共和国大統領・アントニオ・グスマンのひ孫。俳優・マイケル・ゴードンの長男）（2010年8月5日）
15. 穂のか（タレント・石橋貴明（とんねるず）の長女）（2010年8月12日）
16. 布川隼汰（タレント・布川敏和[6]（元シブがき隊）、元女優・つちやかおりの長男）（2010年8月19日）
17. 総集編（2010年8月26日=最終回[7]）